# Jair Pereira (calciatore)
Jair Pereira Rodríguez (Cuautla, 7 luglio 1986) è un ex calciatore messicano, di ruolo difensore.

## Palmarès

### Club

#### Competizioni internazionali
- CONCACAF Champions League: 1

Pachuca: 2018